# Chlorophlaeoba taiwanensis
Chlorophlaeoba taiwanensis är en insektsart som beskrevs av Yin, X.-c., Xinjiang Li och Hong Yin 2007. Chlorophlaeoba taiwanensis ingår i släktet Chlorophlaeoba och familjen gräshoppor. Inga underarter finns listade i Catalogue of Life.